# Lecanora flavidocarnea
Lecanora flavidocarnea är en lavart som beskrevs av Vain. Lecanora flavidocarnea ingår i släktet Lecanora och familjen Lecanoraceae.   Inga underarter finns listade i Catalogue of Life.